# Melanagromyza cleomae
Melanagromyza cleomae är en tvåvingeart som beskrevs av Spencer 1961. Melanagromyza cleomae ingår i släktet Melanagromyza och familjen minerarflugor. Inga underarter finns listade i Catalogue of Life.